# Антеа (Бергамо)
Антеа је насеље у Италији у округу Бергамо, региону Ломбардија.
Према процени из 2011. у насељу је живело 156 становника. Насеље се налази на надморској висини од 488 м.